# Torneo de Zagreb 2012
El PBZ Zagreb Indoors (Torneo de Zagreb) fue un evento de tenis ATP World Tour de la serie 250, se disputó en Zagreb, Croacia entre el 30 de enero al 5 de febrero. También fue la 7ª edición oficial del torneo que se disputa en dicha ciudad.

## Campeones

### Individuales Masculino
Mijaíl Yuzhny venció a  Lukas Lacko por 6-2, 6-3.

### Dobles Masculino
Marcos Baghdatis /  Mijaíl Yuzhny vencieron a  Ivan Dodig /  Mate Pavic por 6-2, 6-2.